# Саммит ШОС в Циндао (2018)
Циндаоский саммит Шанхайской организации сотрудничества (кит. упр. 上海合作组织青岛峰会, англ. Qingdao Summit of the Shanghai Cooperation Organization) — ежегодное заседание Совета глав государств — членов организации, которое прошло в 18-й раз 9—10 июня 2018 года в одноимённом китайском городе.

## Предыстория
Это был уже четвёртый по счёту саммит ШОС под председательством Китая с момента создания организации. Ранее подобные мероприятия проходили в столице Поднебесной — Пекине, принимавшем данный саммит в 2012 году и Шанхае, где первая встреча «Шанхайской пятёрки» прошла ещё в 1996 году, а в 2001 и 2006 годах встречи проходили уже в формате «Шанхайской шестёрки».

«Во время выбора места проведения саммита рассматривали все ключевые города Китая, но в конце концов мы выбрали Циндао. Это неспроста. Этот город играет важную роль в строительстве «Одного пояса — одного пути»— Чжан Циндун
Циндаоский саммит стал первым после расширения Шанхайской организации сотрудничества за счёт предоставления Индии и Пакистану полноправного членства в объединении, по сути трансформации в «Шанхайскую восьмёрку».

## Участники

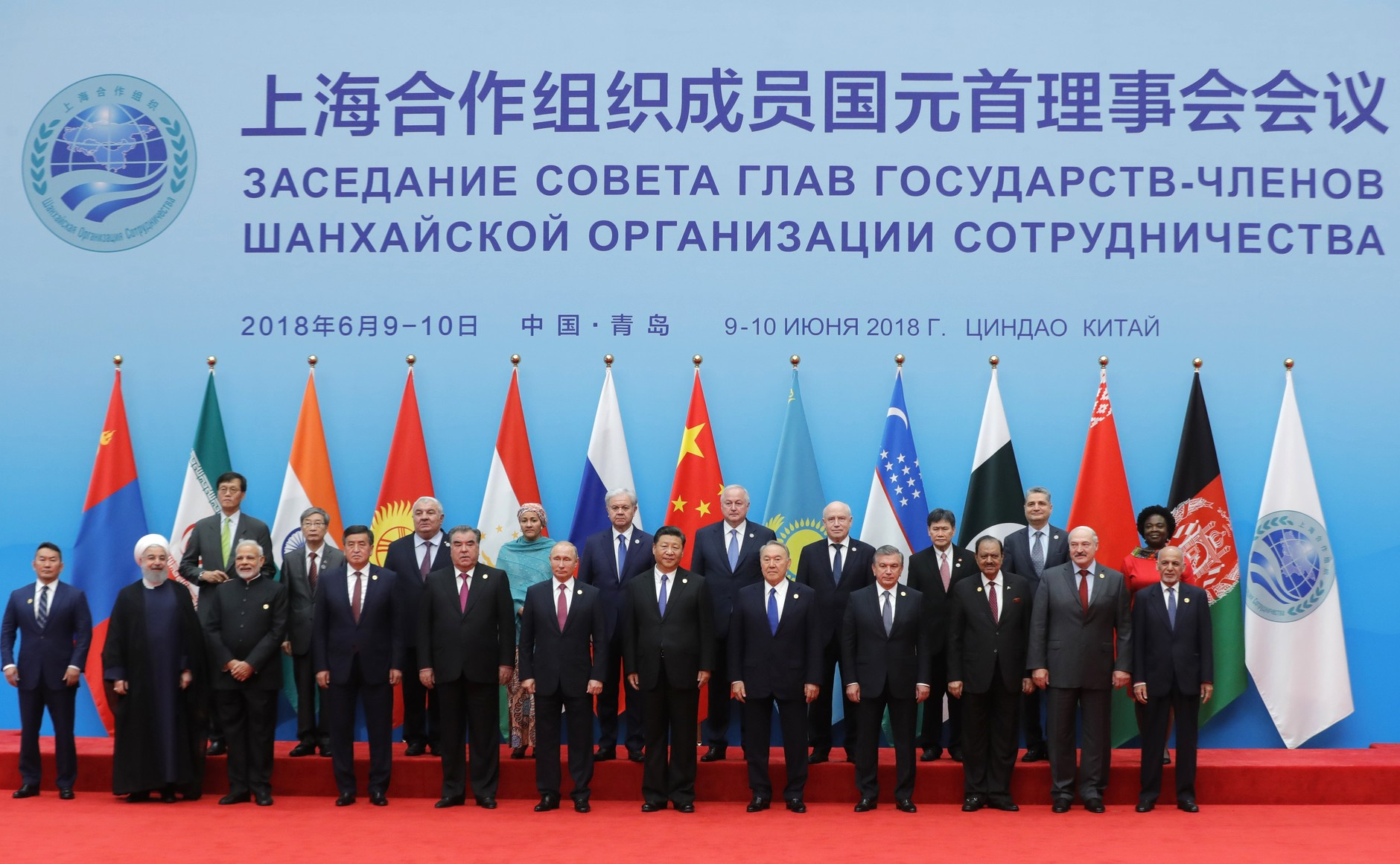
Главы государств и руководители международных организаций, участвовавшие в циндаоском саммите ШОС 2018 года в групповом фото

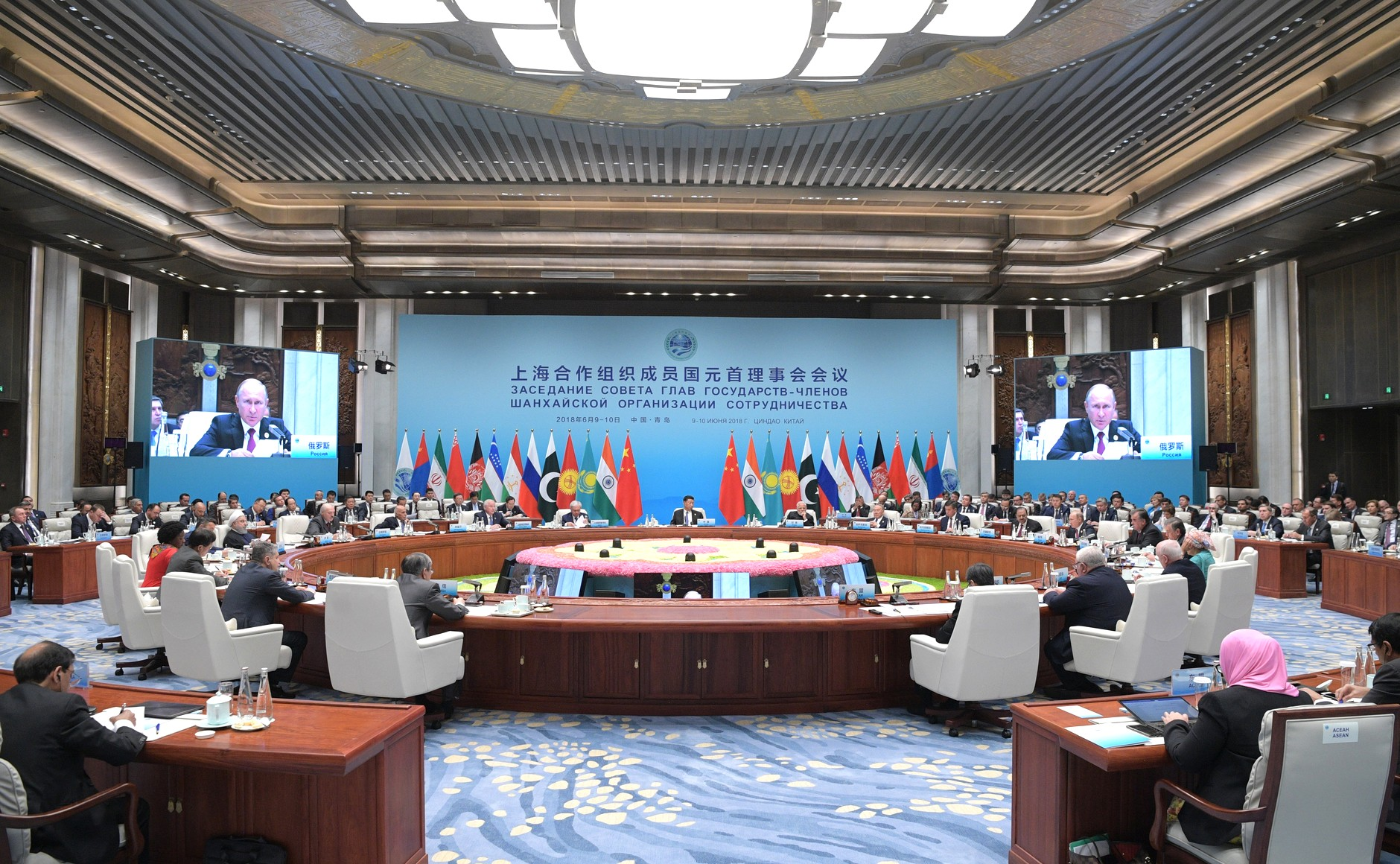
Заседание Совета глав государств — членов ШОС в расширенном составе (Циндао, 10 июня 2018 года)

### Главы государств и делегаций
Страна-хозяйка и лидер выделены жирным шрифтом. Главы остальных государств — членов и государств — наблюдателей организации указаны в алфавитном порядке русского языка.
- Китай — председатель Си Цзиньпин (председатель)
- Афганистан — президент Ашраф Ахмадзай[3]
- Беларусь — президент Александр Лукашенко[4]
- Индия — премьер-министр Нарендра Моди[5]
- Иран — президент Хасан Рухани[6]
- Казахстан — президент Нурсултан Назарбаев[7]
- Кыргызстан — президент Сооронбай Жээнбеков[8]
- Монголия — президент Халтмаагийн Баттулга[9]
- Пакистан — президент Мамнун Хусейн[10]
- Россия — президент Владимир Путин[11]
- Таджикистан — президент Эмомали Рахмон[12]
- Узбекистан — президент Шавкат Мирзиёев[13]

### Руководители постоянно действующих органов ШОС
- генеральный секретарь Рашид Алимов
- директор Исполнительного комитета Региональной антитеррористической структуры Евгений Сысоев

### Руководители международных организаций
На саммите также приняли участие представители других не менее крупных международных организаций, таких как ООН, СНГ, ОДКБ, ЕАЭС, СВМДА, АСЕАН, МВФ, Всемирный банк.

## Повестка дня
Участники саммита обсудили вопросы развития взаимодействия в сферах безопасности и борьбы с терроризмом, экономики, охраны окружающей среды и культуры.

## Результаты
По итогам саммита лидеры стран — участниц приняли 17 различных документов. Среди них:
- Циндаоская декларация глав государств — членов ШОС[18];
- План действий по реализации Договора о долгосрочном добрососедстве, дружбе и сотрудничестве;
- Программа сотрудничества в противодействии терроризму, сепаратизму и экстремизму[19].

Председательство в организации на период 2018—2019 гг. перешло к Кыргызстану.